# Lac des Touest
Le lac des Touest est un lac pyrénéen français situé administrativement dans la commune d'Arrens-Marsous dans le département des Hautes-Pyrénées, dans le Lavedan en Occitanie.
Le lac a une superficie de 0,9 ha pour une altitude de 1 950 m, il atteint une profondeur de 2 m.

## Toponymie
En occitan, touest, qui vient de toues signifie trou, creux donc « abri  ».

## Géographie
Le lac des Touest est un lac naturel situé dans l'enceinte du parc national des Pyrénées, dans la vallée d'Arrens en val d'Azun.

### Topographie
|                                                  |                        |                        |
| Lac de Lassiédouat (2 207 m) Refuge de Migouélou | lac des Touest         | Lac de Suyen (1 535 m) |
| Piques de l'Arriougrand (2 586 m)                | La Pourgadou (2 344 m) |                        |

### Hydrographie
Le lac a pour émissaire le ruisseau de Masseys.

## Protection environnementale
Le lac est situé dans le parc national des Pyrénées et est situé dans le parc national des Pyrénées et fait partie d'une zone naturelle protégée, classée ZNIEFF de type 1 : Hautes vallées des gaves d’Arrens et de Labat de Bun

## Voies d'accès
Le lac des Touest est accessible par le versant est par le sentier au départ de la centrale électrique de Migouélou qui mène au Lac de Migouélou.